# 弥漫性婴儿纤维瘤病
瀰漫性嬰兒纖維瘤病（diffuse infantile fibromatosis）是一种发于3岁以内的婴儿的疾病，通常限於手臂、頸部和肩部的肌肉，:607呈多中心肌纤维和成纤维细胞浸润，类似于腱膜纤维瘤所见。:607